# Protogygia querula
Protogygia querula är en fjärilsart som beskrevs av F. H. Wolley Dod 1915. Protogygia querula ingår i släktet Protogygia och familjen nattflyn. Inga underarter finns listade i Catalogue of Life.